# آيت يحيى 2 (آيت سدرات السهل الغربية)
آيت يحيى 2 هي إحدى مشيخات المملكة المغربية، تتبع جغرافيا لإقليم تنغير وإداريًا لآيت سدرات السهل الغربية. يقدر عدد سكانها بـ 6658 نسمة حسب الإحصاء الرسمي للسكان والسكنى لسنة 2004.